# Deutsche Geophysikalische Gesellschaft
La Deutsche Geophysikalische Gesellschaft (Società Geofisica Tedesca) (DGG) è una Società per Geofisici in Germania fondata nel 1922 a Lipsia. Su iniziativa del grande sismologo Emil Wiechert nacque la Deutsche Seismologische Gesellschaft che poi nel 1924 prese il nome attuale. Nelle sue principali attività include l'organizzazione annuale di una conferenza di Geofisici principalmente dei paesi di lingua tedesca, in cooperazione con la Royal Astronomical Society. La DGG organizza inoltre, seminari e Workshop su specifici scientifici argomenti per i suoi membri, ed offre informazioni e indirizzi correlati all'organizzazione dei curriculum universitari.